# 岳巴乡
岳巴乡，是中华人民共和国四川省甘孜藏族自治州德格县下辖的一个乡镇级行政单位。

## 行政区划
岳巴乡下辖以下地区：
阿木拉村、日炯村、理公村、岳巴寨村和底绒村。